# 히로노정 (이와테현)
히로노정(일본어: 洋野町)은 일본 이와테현 최북단에 있는 구노헤군의 정이다.

## 역사
2011년 3월 11일에 발생한 동일본 대지진의 쓰나미로 연안부 어업 시설 등이 파괴됐지만 12m 높이의 방조제가 쓰나미를 대폭 감쇠시키는 바람에 주택 지구 상당 부분은 피해를 받지 않았다. 야기 지구를 중심으로 바다에 가까운 민가가 파괴되었지만 사상자나 행방불명자는 발생하지 않았다.
- 2006년 1월 1일 - 구노헤군 다네이치정과 오노촌이 합병해 구호네군 히로노정이 탄생하였다.

## 교통

### 철도
- 동일본 여객철도 하치노헤선

### 도로
- 국도 45호선
- 국도 395호선